# 金斯頓 (麻薩諸塞州普查規定居民點)
金斯頓（英語：Kingston）是位於美國麻薩諸塞州普利茅斯縣的一個普查規定居民點。

## 人口
根據2020年美國人口普查的數據，金斯頓的面積為16.27平方千米，當中陸地面積為12.46平方千米，而水域面積為3.81平方千米。當地共有人口5700人，而人口密度為每平方千米350.34人。